# Rathaus (Friedberg)

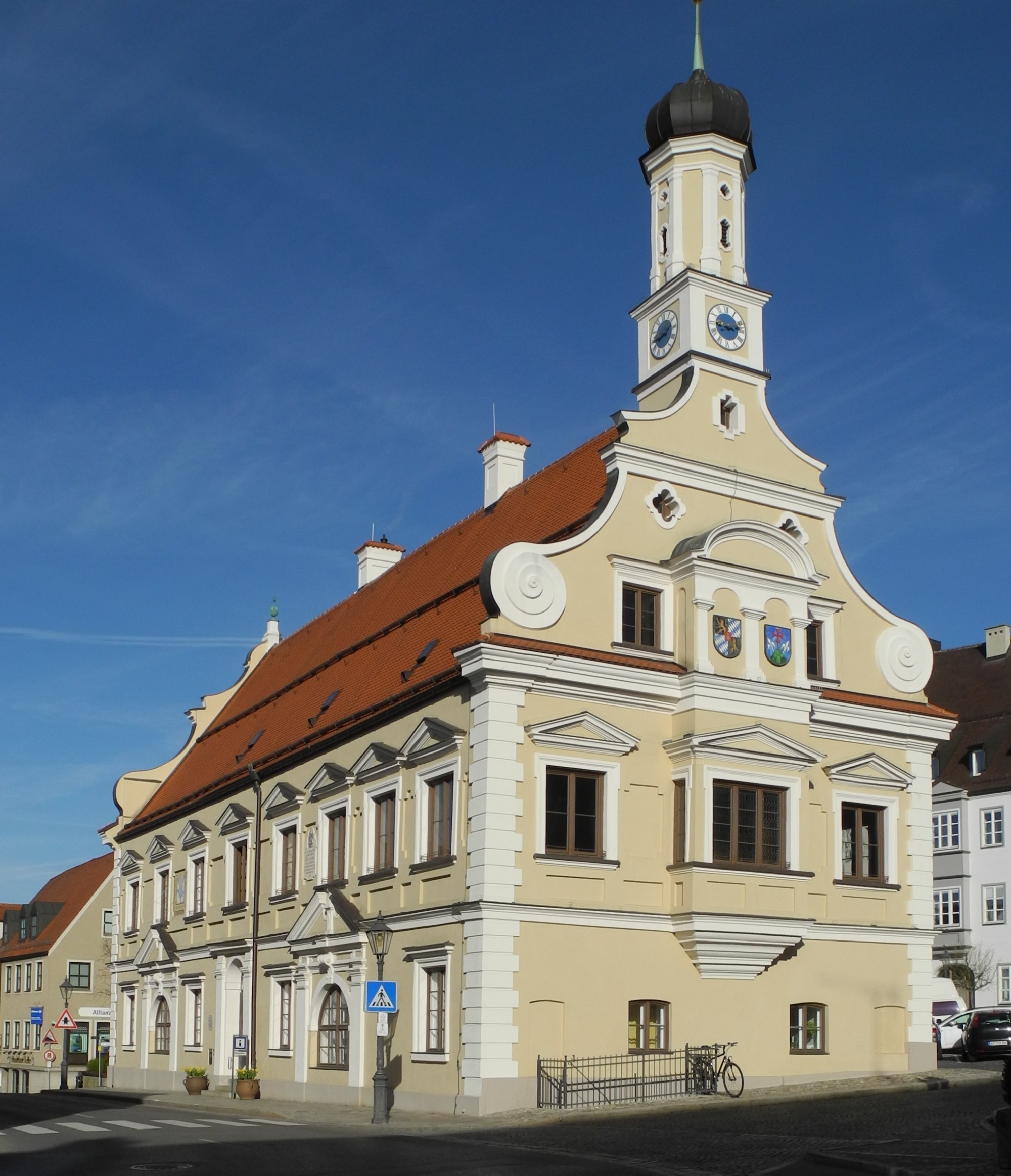
Rathaus in Friedberg

Das Rathaus der Stadt Friedberg ist Sitz von Teilen der Stadtverwaltung.

## Geschichte
Der stattliche Renaissancebau am Marienplatz im Zentrum der historischen Altstadt wurde, nachdem er im Dreißigjährigen Krieg zerstört worden war, um 1680 von einem Schüler des Augsburger Baumeisters Elias Holl wieder aufgebaut. Im Sitzungssaal, in dem die Stadtratssitzungen abgehalten werden, befinden sich gut erhaltene Fresken des Münchner Historienmalers Josef Widmann aus dem Jahr 1892 und eine Kassettendecke aus der Erbauungszeit. Der historische Rathausturm wurde 1911 wieder aufgebaut.
An der Westseite im Erdgeschoss war bis zum 19. Jahrhundert die Schranne, ein Getreidelager mit Verkaufsstelle untergebracht. Im Ostteil befand sich eine Verkaufsstelle der Bäckerei und ein Zollladen, in dem der Stadtzoll erhoben wurde. An der Südseite ist eine Gedenktafel angebracht, welche an einen Besuch von Papst Pius VI. erinnert, der am 2. Mai 1782 von Wien über Friedberg nach Augsburg fuhr.